# Donbas Ałczewsk
Donbas Ałczewsk – ukraiński klub szachowy z siedzibą w Ałczewsku (w późniejszym czasie także w Doniecku i Ługańsku), siedmiokrotny mistrz kraju.

## Historia
Klub uczestniczył w pierwszej edycji mistrzostw Ukrainy (1993), zajmując drugie miejsce, za Ukrajiną Charków. Również w 1993 roku Donbas zadebiutował w Pucharze Europy, jednak nie wyszedł wówczas z grupy, zajmując drugie miejsce w fazie grupowej, za Bosną Sarajewo. W latach 1994–1999 przez sześć lat z rzędu Donbas zdobywał mistrzostwo kraju. W 1994 roku zespół awansował do fazy finałowej Pucharu Europy, w której zajął trzecie miejsce, za Bosną Sarajewo i Lyon-Oyonnax. W latach 1995–1999 zespół nie wyszedł z grupy w rozgrywkach Pucharu Europy. W sezonie 2000 klub, wówczas pod nazwą Donbas Donieck, zdobył wicemistrzostwo Ukrainy, ulegając Jurydycznej akademіi Charków. Również w 2000 roku zespół zajął piąte miejsce w rozgrywkach Pucharu Europy. Zespół uczestniczył wówczas również w rozgrywkach Pucharu Europy kobiet, uzyskując trzecią pozycję, za Agrouniverzalem Zemun i Petersburgiem Lentransgaz. W 2001 roku zespół zdobył siódmy tytuł mistrza kraju, a w Pucharze Europy został sklasyfikowany na czwartym miejscu. Sezon 2002 Donbas zakończył na trzecim miejscu w mistrzostwach Ukrainy. Był to jednocześnie ostatni sezon uczestnictwa klubu w Pucharze Europy; Donbas zajął wówczas piątą pozycję w tych rozgrywkach. W sezonie 2004 zespół grał jako Donbas Ługańsk, zdobywając wówczas wicemistrzostwo Ukrainy. W 2005 roku klub nie przystąpił do rozgrywek najwyższej ligi ukraińskiej.

## Zawodnicy
Zawodnikami klubu byli m.in.:

- Wołodymyr Bakłan[19]
- Michaił Brodski[20]
- Wiaczesław Ejnhorn[21]
- Artur Frołow[22]
- Władimir Gurewicz[22]
- Inna Haponenko[23]
- Wasyl Iwanczuk[24]
- Zachar Jefimenko[25]
- Tatiana Kononenko[23]
- Jurij Kruppa[22]
- Giennadij Kuźmin[22]
- Zigurds Lanka[22]
- Wadym Małachatko[26]
- Tatjana Miełamied[23]
- Igor Nowikow[22]
- Aleksander Oniszczuk[25]
- Rusłan Ponomariow[27]
- Stanisław Sawczenko[22]
- Ołeksandr Sznajder[22]
- Heorhij Tymoszenko[28]
- Spartak Wysoczyn[29]
- Anna Zatonskih[23]
- Anna Zozulia[23]